# Pablo Insua Blanco
Pablo Insua Blanco (Arzúa, la Corunya, 9 de setembre de 1993) és un futbolista gallec. Juga de defensa central i el seu club actual és el Granada CF.

## Trajectòria
Va debutar a la temporada 2010-11 amb el Deportivo B a Segona B en edat juvenil, baixant al final de la temporada a Tercera divisió.
La temporada 2012–13 va debutar amb el primer equip en partit oficial, contra l'Athletic Club a San Mamés (1-1), i va debutar com a titular la setmana següent, en un partit de Copa del Rei contra el RCD Mallorca, que va eliminar el Dépor (0-0).
El 25 de març de 2014 va renovar el seu contracte amb el club corunyès fins a l'any 2018.
El 9 de juny de 2014 va ser inclòs en l'onze ideal de Segona Divisió corresponent a la temporada 2013-2014, al final de la qual el Deportivo va certificar el seu retorn a Primera.

### Leganés
El 15 d'agost de 2015, Insua fou cedit al CD Leganés de segona divisió, per un any. Va marcar un gol en 35 partits en el seu primer any, ajudant l'equip a ascendir per primer cop en la seva història.
El 15 de juliol de 2016, la cessió fou renovada per la temporada següent. Va marcar el seu primer gol a primera divisió el 21 de gener de 2017, el de l'empat en un 2–2 a fora contra el Deportivo Alavés.

### Schalke 04
El 29 de juny de 2017, després d'haver jugat 29 partits amb el Leganés, que va mantenir la categoria, Insua va fitxar pel FC Schalke 04 per quatre anys. Va debutar a la Bundesliga el següent 17 de març, quan va entrar al minut 64 com a substitut, en una derrota per 1–0 a fora contra el VfL Wolfsburg.
El 20 de juliol de 2018, Insua va ser cedit a la SD Huesca per una temporada-long loan.

### Selecció espanyola
Va ser convocat per jugar amb la selecció espanyola sub-19, amb la qual es va proclamar campió d'Europa l'any 2012.
El 6 d'octubre de 2013 va ser convocat per Julen Lopetegui per jugar dos partits amb la selecció espanyola sub-21, contra Bòsnia i Hercegovina i Hongria.